# Aïr
Aïr (tamašek jezici: Ayăr, hausa jezik: Azbin /Abzin) je trokutasti planinski vijenac u sjevernom Nigeru koji se u pravcu sjever-jug uzdiže do 1500 metara iznad pustinje Ténéré (Sahara). Prosječna visina mu je od 500 do 900 metara, a najviša planina je 2022 metra visoka planina Idoukal-n-Tagh (Mont Bagzane).
Na sjeveroistočnoj strani masiva vjetrovi znaju nanijeti pješćane dine visoke do 400 metara, a na zapadnoj strani se nalaze mnogi planinski vadi (uske doline). U mnogim oazama obitavaju Tuarezi, a najslavnije oaze su Timia, Iferouane i Tabelott. Na zapadnim obroncima masiva nalaze se rudnici uranija, Arlit.
Njegova sahelska klima pogoduje razvitku raznolokih biljnih i životinjskih vrsta (čak i mediteranskih vrsta na određenoj visini), pastirskih i stočarskih društava, te obiluje dramatičnim geološkim i arheološkim lokalitetima. Na ovom području se nalaze mnoga prapovijesna arheološka nalazišta. Zbog toga je Rezervat prirode Air planine, zajedno s Rezervatom prirode pustinje Tenere, upisan na UNESCO-ov popis mjesta svjetske baštine u Africi 1991. godine, a na popis ugroženih mjesta svjetske baštine je dospio odmah sljedeće godine zbog opadanja u broju zaštićenih vrsta životinja i općem gubitku vegetacije zbog vojnih sukoba pobunjenih Tuarega i građanskih nemira.
Od biljaka mogu se naći divlja maslina i sorghum, a od životinje tu je oko 40 vrsta sisavaca, 165 vrsta biljaka i 18 vrsta reptila. Do 1980-ih tu su obitavale i velike populacije ugroženih vrsta kao što su: Nanger dama, Dorkas gazela, Berberska ovca, Adaks antilopa, Noj i Afrički divlji pas, no ljudskim djelovanjem njihova populacija je danas nepoznata, ako uopće i postoji.
- Vulkanske stijene Bagzanea
- Dolina Timia
- Arakao1
- Plave stijene
- Petroglifi žirafa koje odavno ne žive u Aïru

## Poveznice
- Agadez, tradicionalnog Tuareško-Berberskog saveza Aïra

## Vanjske poveznice
- Geologija uranija u zapadnom Nigeru, NWT Uranium Corp. (engl.) Posjećeno 22. ožujka 2011.